# Élections législatives maries de 2019
Les élections législatives maries de 2019 ont lieu le 8 septembre 2019 en République des Maris afin de renouveler les membres de l'assemblée nationale de cette république de Russie.
Le parti au pouvoir Russie unie conserve la majorité absolue malgré une chute de près de moitié de sa part des voix, le système électoral ayant été modifié dans un sens plus majoritaire.

## Mode de scrutin
L'assemblée nationale de la république des Maris est composée d'un total de 52 sièges renouvelés tous les cinq ans, dont 39 sièges au scrutin uninominal majoritaire à un tour dans autant de circonscriptions électorales, et 13 sièges au scrutin proportionnel plurinominal avec seuil électoral de 5 %. Lors du scrutin précédent en 2014, la répartition était à parts égales,,.

## Résultats
|                          |                          |                 |                 |                 |        |              |               |  |  |  |  |  |  |  |
| Parti                    | Parti                    | Proportionnelle | Proportionnelle | Proportionnelle | UM1    | Total Sièges | +/-           |  |  |  |  |  |  |  |
| Parti                    | Parti                    | Voix            | %               | Sièges          | Sièges | Total Sièges | +/-           |  |  |  |  |  |  |  |
|                          | Russie unie              | 70 777          | 37,49           | 5               | 27     | 32           | 14            |  |  |  |  |  |  |  |
|                          | Parti communiste         | 50 822          | 26,92           | 4               | 5      | 9            | 5             |  |  |  |  |  |  |  |
|                          | Parti libéral-démocrate  | 29 786          | 15,78           | 3               | 1      | 4            | 2             |  |  |  |  |  |  |  |
|                          | Russie juste             | 14 688          | 7,78            | 1               | 2      | 3            | 3             |  |  |  |  |  |  |  |
|                          | Parti des retraités      | 9 309           | 4,93            | 0               | 0      | 0            | en stagnation |  |  |  |  |  |  |  |
|                          | Communistes de Russie    | 7 627           | 4,04            | 0               | 0      | 0            | en stagnation |  |  |  |  |  |  |  |
|                          | Indépendants             |                 |                 |                 | 4      | 4            | 4             |  |  |  |  |  |  |  |
|                          | Votes blancs et nuls     | 5 783           | 3,06            |                 |        |              |               |  |  |  |  |  |  |  |
|                          |                          |                 |                 |                 |        |              |               |  |  |  |  |  |  |  |
| Total                    | Total                    | 188 792         | 100             | 13              | 39     | 52           | en stagnation |  |  |  |  |  |  |  |
| Abstentions              | Abstentions              | 350 553         | 65,00           |                 |        |              |               |  |  |  |  |  |  |  |
| Inscrits / participation | Inscrits / participation | 539 345         | 35,00           |                 |        |              |               |  |  |  |  |  |  |  |